# Charles Sprague Sargent
Charles Sprague Sargent (Brookline, 24 aprile 1841 – 22 marzo 1927) è stato un botanico statunitense, già ufficiale dell'esercito dell'Unione.
Fu il primo direttore dell'Arnold Arboretum dell'Università Harvard a Boston.

## Biografia
Sargent fu il secondogenito di Henrietta (Gray) e Ignatius Sargent, un commerciante e banchiere di Boston, che divenne ricco grazie agli investimenti nel settore ferroviario.
Crebbe nella proprietà del padre da 130 acri (526.000 m²) a Brookline (Massachusetts) e frequentò l'Harvard College, dove si laureò in biologia nella classe del 1862. Successivamente, nello stesso anno, fu arruolato nell'Esercito dell'Unione, prestò servizio in Louisiana durante la guerra civile americana e fu congedato nel 1865, dopodiché viaggiò in Europa per tre anni.
Ritornato alla tenuta familiare di Brookline, Holmlea, Sargent ne assunse la gestione come orticultore, influenzato da suo cugino Henry e da H. H. Hunnewell di Wellesley. 
Sotto la sua direzione, trasformò la proprietà della famiglia, rimuovendo aiuole floreali e disposizioni geometriche; egli ricreò un paesaggio naturale con sentieri curvilinei, rami che passavano sopra ad essi e una profusione di alberi e cespugli.
Quando nel 1872 l'Università Harvard decise di costituire un arboretum, il Prof. Francis Parkman, all'epoca professore di orticoltura alla Bussey Institution di Harvard di recente fondazione, probabilmente suggerì per la posizione di direttore il nome del suo giovane vicino Sargent. 
Prima della fine del 1872, Sargent divenne il primo direttore dell'Arnold Arboretum, una posizione che tenne fino alla sua morte, e direttore dell'orto botanico a Cambridge (incarico da cui si dimise presto). 
Il 26 novembre 1873, sposò Mary Allen Robeson (1853–1919). Ebbero due figli e tre figlie, una delle quali sposò Guy Lowell.
Secondo gli standard della società di Boston del principio del XX secolo, Charles Sprague Sargent era insolito. Egli era anche più freddo della società di Boston, notoriamente fredda. Non aveva niente a che fare con il governo locale e tenne in poco conto i mali sociali della sua epoca.
Piuttosto era un severo signore del suo arboreto e sempre al lavoro durante le sue ore di veglia.
Nel corso della sua carriera, Sargent crebbe come dendrologo e fece parecchie pubblicazioni. La sua influenza a proposito della conservazione delle foreste americane (in particolare del Catskill e dell'Adirondack) fu avvertita a livello nazionale. 
Presso l'Arboretum collaborò con Frederick Law Olmsted della Olmsted Brothers dalla progettazione generale delle strade e le collezioni di piante fino ai più piccoli dettagli come la piantumazione di alberi sulla Commonwealth Avenue.
Sargent diventò Professore di Arboricoltura ad Harvard nel 1879. Progettò la Jesup Collection of North American Woods nell'American Museum of Natural History di New York City nel 1880. Fu presidente nel 1885 di una commissione che doveva esaminare le foreste dell'Adirondack e definire misure per la loro conservazione. Nel 1888 divenne editore e direttore generale di Garden and Forest, una pubblicazione settimanale di orticoltura e foreste.
Nel 1896 ricevette la Veitch Memorial Medal della Royal Horticultural Society.
Fra le sue pubblicazioni, si ricordano:
- Catalogue of the Forest Trees of North America (Washington, D. C., 1880);
- Pruning Forests and Ornamental Trees, traduzione del volume in francese di A. Des Cars (Boston, 1881);
- Reports on the Forests of North America (Washington, 1884);
- The Woods of the United States, with an Account of their Structure, Qualities, and Uses (New York, 1885);
- The Silva of North America (in 12 volumi, Boston, 1882-'8).[1]

Dopo la morte di Sargent nel 1927, nel corso di una cerimonia commemorativa nell'Arbor Day, il Governatore del Massachusetts Fuller piantò un abete bianco sul suolo della Massachusetts State House in sua memoria, osservando che:
 "Il Professor Sargent sapeva di alberi più di ogni altra persona vivente.
Sarebbe difficile trovare qualcuno che fece di più per proteggere gli alberi dal vandalismo di quelli 
che non apprezzano il contributo che essi danno alla bellezza e alla ricchezza della nostra nazione."